# Arexons
Arexons è un'azienda chimica italiana appartenente al gruppo Petronas, specializzata in prodotti per il settore automobilistico (cura e pulizia dell'automobile; additivi per carburanti; accessori), lubrificanti e prodotti per il trattamento delle superfici e antiruggine.
L'azienda impiega 130 dipendenti e ha sede a Cernusco sul Naviglio (MI).

## Storia
L'azienda fu fondata nel 1925 dai fratelli Achille e Angelo Verri e il primo prodotto fu il mastice per guarnizioni Pik, a cui si aggiunsero in seguito altri prodotti, come vernici, disincrostanti, lubrificanti e sbloccanti, lucidanti, smerigliatore valvole, smacchiatori, antigelo radiatori, antiappannante cristalli e pulitore a spruzzo per carrozzerie.
Negli anni quaranta l'azienda diventa “Commerciale Prodotti Chimici” e per tutto il decennio e in concomitanza con il conflitto mondiale, attraversa un periodo di continui riassetti societari. Il fatturato cresce comunque, così come i dipendenti. Nel 1950, dopo un aumento di capitale, l'azienda cambia nome e diventa “Società Italiana prodotti per Auto e Locomozione S.I.P.A.L. Arexons SpA”.
Nel 1978 viene prodotto e commercializzato il prodotto antiruggine Ferox. Nel 1990 Arexons viene acquistata da Fiat Lubrificanti, fino al luglio 1997 quando Arexons viene comprata dalla finanziaria UBS, per essere poi nuovamente venduta ed entrare a far parte del gruppo FINAL. L'azienda viene in seguito acquisita da FL Selenia alla fine del 2005.
Nel 2007, FL Selenia e di conseguenza anche Arexons, vengono cedute dal fondo privato di investimento statunitense KKR al gruppo Petronas, l'ente di stato per gas e petrolio della Malaysia, e costituisce ad oggi una divisione di Petronas Lubricants Italy, controllata italiana del gruppo.

## Marchi
Marchi dell'azienda: 
- Ferox, trattamento antiruggine
- Svitol, lubrificante e sbloccante